# Los Altos (Californie)
Pour les articles homonymes, voir Los Altos.
Los Altos est une municipalité du sud de la péninsule de San Francisco, dans le comté de Santa Clara, dans la région de la baie de San Francisco, en Californie, aux États-Unis.

## Démographie
| Groupe                           | Los Altos | Californie | États-Unis |
| -------------------------------- | --------- | ---------- | ---------- |
| Blancs                           | 70,6      | 57,6       | 72,4       |
| Asiatiques                       | 23,5      | 13,1       | 4,8        |
| Métis                            | 4,3       | 4,9        | 2,9        |
| Autres                           | 0,7       | 17,0       | 6,2        |
| Afro-Américains                  | 0,5       | 6,2        | 12,6       |
| Amérindiens                      | 0,2       | 1,0        | 0,9        |
| Océaniens                        | 0,2       | 0,4        | 0,2        |
| Total                            | 100       | 100        | 100        |
|                                  |           |            |            |
| Hispaniques et Latino-Américains | 3,9       | 37,6       | 16,7       |

Selon l'American Community Survey, pour la période 2011-2015, 73,59 % de la population âgée de plus de 5 ans déclare parler l'anglais à la maison, 9,18 % déclare parler une langue chinoise, 2,49 % l'espagnol, 1,50 % le perse, 1,46 % le français, 1,46 % l'hindi, 1,37 % le vietnamien, 1,27 % le russe, 1,16 % l'allemand, 0,90 % l'hébreu, 0,84 % le japonais, 0,79 % le coréen et 3,98 % une autre langue.
| 1960   | 1970   | 1980   | 1990   | 2000   | 2010   |
| ------ | ------ | ------ | ------ | ------ | ------ |
| 19 696 | 25 062 | 25 769 | 26 303 | 27 693 | 28 976 |